# Richard Schulz (Politiker, 1913)
Richard Schulz (* 26. März 1913; † 10. Oktober 1965) war ein deutscher Politiker (CDU) und Mitglied der Bremischen Bürgerschaft.

## Biografie
Schulz kam aus Bremerhaven-Lehe. Er war Mitglied der CDU. Vom November vom Februar bis November 1947 war er Mitglied der ersten gewählten Bremischen Bürgerschaft und in Deputationen der Bürgerschaft tätig.